# Nekontaktirani narodi
Nekontaktiranim narodima smatraju se plemena ili narodi koji žive izolirani od globalne civilizacije, bez kontakta s vanjskim svijetom. Malo je naroda koji su izbjegli bilo kakav kontakt s civilizacijom, a vjerojatno će u narednih desetak godina posve nestati. Otkrivanje mnoštva plemena i naroda izvan Starog svijeta počelo je otkrićem Amerike 1492. godine. Do tridesetih godina 20. stoljeća u gotovo sve kutke planeta Zemlje zašla je zapadna civilizacija. Autohtoni aktivisti za domorodačka prava traže da se preostale izolirane zajednice ostavi na miru, jer bi kontakt kršio njihovo pravo na samoodređenje i vodio zamiranju njihove kulture. Većina preostalih kamenodobnih domorodaca nalazi se u gusto šumovitim područjima Južne Amerike (Amazona), Nove Gvineje i Indije. Znanje o navedenim zajednicama dolazi iz rijetkih, često nasilnih susreta ili zračnih snimki. Izoliranim plemenima može nedostajati imunitet na bolesti zapadnjaka, tako da kontakt može biti smrtonosan za cijele narode.

## Azija
Dva plemena na Andamanskim otocima u Indijskom oceanu još uvijek izbjegavaju kontakt.

### Sentinelci
Sentinelci, narod koji žive na otoku Sjeverni Sentinel u Bengalskom zaljevu. Nikada nisu imali kontakt s vanjskim svijetom. Govore sentinelski jezik koji nije klasificiran. Glede tehnološkog razvoja na dnu su ljestvice. Bave se lovom i skupljanjem plodova. Ne znaju brojiti dalje od tri, ne poznaju vatru ni poljoprivredu. Spadaju u rijetke nekontaktirane domorodačke narode. Po procjenama ih ima oko 250.
Niskog su rasta (oko 160 cm), tamne kože i iznimno kovrčave kose. O njihovom načinu života zna se vrlo malo, pretpostavlja se da su prije oko 60 000 godina došli iz Afrike. Žive u kolibama. Koriste lukove i strijele, te harpune. Sentinelci koriste svinjsku lubanju, te još neke ornamente, kao i crvenu boju na odjeći, kao ukras. Poznati su po svojoj negostoljubivosti. Sve strance koji se približe ili nađu na otoku pobiju strijelama. Veliki potres i cunami 2004. nije ih uništio. Iz helikoptera uočena je nekolicina muškaraca koja je bacala kamenje i ispaljivala strijele u smjeru letjelice kako bi se obranila od nepoznatog predmeta u zraku. Od 1967. godine indijske su vlasti pokušavale stupiti u kontakt sa Sentinelcima, a te je "kontaktne ekspedicije" predvodio antropolog T. N. Pandit. U pitanju su bili planirani posjeti u kojima bi se domorocima ostavljalo "darove", primjerice kokosove orahe, na obali te ih se na taj način pokušavalo privoljeti na komunikaciju i promijeniti njihov neprijateljski stav prema gostima. Taj je program ugašen 1990-ih godina 20. stoljeća nakon što je par agresivnih susreta završilo tragično. Nekoliko je ljudi ubijeno. Godine 2006. Sentinelci su ubili dva ribara koji su nezakonito lovili ribu u blizini otoka.

### Jarawa
Jarawa, domorodački narod koji žive na sjevernoj strani Južnog i Srednjog Andamana u Bengalskom zaljevu. Procjene govore kako ih ima između 250 i 400. Bili su nekontaktirani sve do 1998. godine. Govore jezikom jarawa. Lukom i strijelom love svinje, varane i ribe. Skupljaju sjemenke, bobice i med. Žive nomadski, u skupinama od 40 do 50 ljudi.
1970. izgrađena je autocesta kroz njihovu šumu. Vjeruje se da su preci naroda Jarawa i drugih preostalih naroda andamanskih otoka stigli iz Afrike prije 55 000 do 60 000 godina. Oni sebe nazivaju ang, što znači ljudsko biće, iako ih pohlepni vlasnici turističkih agencija tretiraju kao životinje u rezervatu. Jarawa znači gosti. Kako bi polugole domorotkinje natjerali na ples turisti im bacaju ostatke hrane, a novac koji zarade oduzimaju im korumpirani policajci u zamjenu za duhan. Stoga borci za domorodačka prava vrše pritisak na indijsku vladu da ih ostavi u izolaciji.

### Vijetnam
Lovačko-sakupljački narod Chứt prvi je put zamijećen od sjevernovijetnamskih snaga tijekom Vijetnamskog rata. Žive u pećinama u provinciji Quang Binh. Vlada ih je više puta bezuspješno pokušala preseliti.

## Oceanija

### Australija
Zadnje nekontaktirano pleme bili su Pintupi otkriveni 1984. u Gibsonovoj pustinji u Zapadnoj Australiji.

### Nova Gvineja
Danas na zapadnom indonezijskom dijelu otoka Nove Gvineje žive oko 44 nekontaktirana plemena. Najpoznatiji su Korowai, Asmati, Dani i Yali.
Zbog neprohodnih močvara, planina i džungle, Australce nije zanimala unutrašnjost Nove Gvineje. Naselili su se uz samu obalu. Planinski masiv činio im se nenastanjenim i nepristupačnim, pa nisu imali interesa ni sredstava za poduzeti ekspedicije koje bi ga istražile. Međutim, u središtu otoka nije bio jedan planinski masiv, nego više njih visokih između 3 000 i 4 000 m. Između njih bile su plodne doline. Tamo nije vladala tropska klima nego umjerena, alpska. Nije bilo komaraca ni tropskih bolesti, a travnjaci i crnogorične šume bili su iznimno plodno tlo za poljoprivredu. Tu je sve do tridesetih godina 20. stoljeća izolirano živjelo gotovo milijun ljudi. Poznavali su poljoprivredu na način cikličke obrade tla, gnojenja tla, navodnjavanja, sadili su taro, slatki krumpir i povrće. Od domaćih životinja uzgajali su svinje. Vjerovali su u duhove predaka i često međusobno ratovali.
Mick Leahy je okupio malu momčad bijelaca i velik broj papuanskih nosača, pa se 1930. zaputio u unutrašnjost. Pronašao je plodne doline nastanjene tisućama ljudi koji nikad prije nisu vidjeli strance. Papuanci su zanijemili od užasa misleći da se njihovi preci vraćaju iz svijeta mrtvih. Leahy je zamijetio da svi muškarci nose lukove, strijele i kamene sjekire, da su ukrašeni školjkama te da imaju ožiljke od ratnih ozljeda. Iznenadio se vidjevši uredna i razvijena sela. Imala su dobro tetošene vrtove s grahoricama, krumpirima i šećernom trskom posađenima u pravilnim redovima. Odvodni kanali vodili su kroz vrtove i dalje izvan kućnih ograda. U dvorištima oko kuća bile su posađene banane i raznoliko cvjetno grmlje. U potrazi za zlatom Leahy je poduzeo niz istraživačkih ekspedicija u unutrašnjosti Papuanske Nove Gvineje između 1930. i 1934. godine. Tom je prilikom ostvario prvi kontakt s desecima dotada nepoznatih naroda. Iza njega dolazili su misionari i vladini službenici. Gorštaci Nove Gvineje vremenom su pacificirani i akulturirani. Poneke izolirane doline u kojima su i dalje živjeli Papuanci nalazile su se sve do sedamdesetih godina 20. stoljeća.
Papuanci su tijekom prvih posjeta bili zgroženi pojavom bijelaca. Isprva su vrištali bježeći glavom bez obzira. Ubrzo su se prvi drznuli približiti i shvatili kako im pridošlice ne žele nauditi. Među crnim nosačima neke bi žene prepoznale preminulog sina. Kad su bijelci podigli kamp, jedan od njih je otišao do potpuno osušenog drveta u blizini i odsjekao ga sjekirom kako bi se naložila vatra. Papuanci su živote provodili na relativno malom prostoru i poznavali su svaki kamen i drvo. Drvo je davno prije posadio starac koji je preminuo. Gorštacima je to bio očit znak da je bijelac koji je posjekao drvo upravo taj starac koji je uzeo što mu pripada. Bijelci su se kupajući u rijeci nasapunali toliko da bi se sve pjenušalo. Brđanima je bilo razvidno kako se radi o gnojnoj pjeni koja izlazi iz tijela mrtvaca. Leahy je jednom otišao do rijeke i u njoj ispirao zlato. Uzimao je prašinu iz rijeke, ispirao ju na pladnju i uzimao neke komadiće. Papuanci su kremirali svoje pretke i pepeo im bacali u rijeke. Stoga su mislili kako su se duhovi predaka vratili uzeti što je njihovo. Njihove je teorije definitivno potvrdio prizor u kojem jedan od bijelaca vadi umjetno zubalo iz usta. To ih je toliko zaprepastilo da su se opet razbježali na sve strane vrišteći. Znali su da se zubi mogu izvaditi iz lubanje mrtvaca, ali nikako iz lubanje živog čovjeka.
Papuanci materijal od kojeg su napravljeni šatori nisu mogli usporediti ni s čim njima poznatim osim oblaka. Stoga su mislili kako su ti bijeli šatori izrađeni od oblaka. Vidjeli su bijelce kako jedu i piju, ali nisu znali kako vrše nuždu kad imaju hlače. Kad je nakon nekoliko dana boravka kod jednog plemena Leahyeva ekspedicija napustila njihovo ozemlje dalje tragajući za zlatom, gorštaci su temeljito istražili sve u krugu kampa. Sve što je ostalo bijelcima (vrećica od čaja, ugasla šibica ili čep od konzerve) stavili su u posebnu torbu (bilum) i posvetili kroz cijeli niz obreda. Vjerovali su kako im kroz te stvari duhovi emitiraju svoju moć i snagu, pa su to posebno koristili kad su išli u rat. Kad su prekopali svu zemlju, pronašli su i zahod. Ustvrdili su kako je koža bijelaca drukčija, ali im izmet smrdi jednako kao i njima.
Mnoga je plemena bunila činjenica da je većina duhova crna poput njih, a nekolicina bijela ni poput čega što po znaju. Stoga su zaključili da su crnci duhovi predaka, jer su nalik njima, a bijelci su mitska bića. Prema mitu o postanku plemena Mikaru, strašni div Souw bio je ljut na svoje ljude. U mitsko doba početaka neke su ga poglavice zatekle kako ima spolni odnos sa svojom kćeri. Souw je postiđeno i pobješnjelo pobjegao, a Mikaru su znali da će se jednom vratiti i da će tada nastupiti kraj svijeta. Stranci su imali velike pse i bijelu zmijsku kožu baš kao i Souw. Mnogi su gorštaci, poput onih iz plemena Asaro i Kafe, mislili da bijelci imaju goleme spolne udove. Njihova je tradicionalna odjeća od lišća pokrivala samo spolni ud. Kad su dakle vidjeli da bijelci imaju hlače do poda, mislili su da im je spolni ud toliko dugačak da ga moraju omotati oko nogu i pokriti ga da se ne vidi. Budući da su bijelci nosili i košulje, vjerovalo se da spolni ud omataju i oko struka. Žene su sumanuto bježale čim bi ugledale bijelca. Prema mitu o postanku plemena Kafe, bijeli div Hefioza živio je u pećini na brdu iznad njihova sela, a imao je golem spolni ud koji mu je onemogućavao kretanje. Jednoga je jutra ugledao ženu u polju i pustio spolni ud da se odmota niz brdo sve do nje. Kad ga je žena osjetila između svojih nogu, zgrabila je kamenu sjekiru i nasjekla spolni ud na komade. Prvi se komad pretvorio u taro, a sljedeći u jam, bananu, tapioku i šećernu trsku. Žena tu nije stala nego je sjekla spolni ud sve dok nije postao normalne veličine. Hefioza je dotada umro, a žena ga je čarobnim napitkom oživjela i vjenčala se s njim, a njihova djeca preci su naroda Kafe. Neka su plemena diljem novogvinejskih planina vidjela bijelce kao stvoritelje.
Nakon dvije godine ekspredicija u planine, i to isključivo pješice, Leahy je uz pomoć stotina gorštaka izgradio prvu zrakoplovnu pistu, u mjestu Telefominu. Jednoga dana kad je gradnja piste dovršena, Papuanci su začuli neobičnu buku kakvu nisu poznavali. Isprva su mislili da dolazi iz podzemlja ili da je neko neprijateljsko pleme bacilo uroke na njih. Potom je netko na nebu zamijetio golemu pticu kako se približava. Bili su sigurni da je došao smak svijeta o kojem govore njihovi mitovi. Počeli su ubrzano obredno žrtvovati svinje. Čekali su kraj, ali on se nije događao. Ugledali su čovjeka kako ispada iz velike rajske ptice. Vidjevši kako čovjek iz ptice vadi kutije pune školjki koje im predstavljaju najveće blago, pomislili su da ta ptica nije došla uništiti svijet. Okružili su ju, približili joj se i uvidjela da je građena od najtvrđeg kamena i da nema perja. Neki su čak zavirivali pod stražnji dio ne bi li utvrdili kojeg je ptica spola. Leahy je iz nje izvadio mnoštvo zanimljivih stvari i školjki te ih podijelio domorocima nastojeći zadobiti njihovo povjerenje. Predložio je jednom poglavici poći s njime jedan dan u civilizaciju, na što je ovaj pristao. Nikad nije pomišljao da izvan njegovih planina postoji svijet, a sad je išao tamo. Ostao je zapanjen ugledavši more za koje je isprva mislio da je neki čudan oblik neba. Sve školjke koje njima znače bogatstvo na plaži leže razasute i nitko ih ne uzima. Neizmjerno se čudio provozavši se u automobilu, isprobavši hladnoću hladnjaka i čuvši gramofon. Najveće čudo od svega što je vidio bio mu je električni prekidač. Zapanjen je ostao satima kraj prekidača i neprestano palio i gasio svjetlo. Kad se sutradan vratio svojim ljudima, nisu mu vjerovali o čemu on to priča. Povjerovali su mu kad im je dao kušati morsku vodu koju je donio u nekoj čudnoj boci.
Vremenom su prve Papuanke stupale u spolne odnose s bijelcima, pa se ispostavilo da su to ipak obični ljudi. Gdje god su kampirali bijelci su žicom ogradili kamp. Kad su razvukli žicu, pokazali su što će se dogoditi bilo kome tko se usudi prijeći. Doveli su svinju do žice, bijelac je uzeo štap, nešto je prasnulo i svinja je pala mrtva. Papuanci su bili u šoku od te magije, ustvari pucanja iz puške, pa se nisu usuđivali prelaziti crtu razgraničenja. Međutim, odvažnost se kod njih veoma cijenila i željeli su doći do školjki. Vremenom su sukobi postali učestaliji, pa je Leahy morao upucati kradljivce kako bi spriječio pobunu. U svojim zapisima je zabilježio da su on i njegova družina nevoljko ubili 41 Papuanca, ali točan broj vjerojatno je bio veći. Gorštaci su, zapanjeni bijelcima, relativno brzo prihvatili kršćanstvo. Leahy je jedan od prvih Europljana koji se popeo na Giluwe, najvišu papuansku planinu. To je bilo 1934. godine. Po odlasku Leahya i družine iz planina za gorštake je nastupilo zlatno doba. Opskrbljeni školjkama mogli su puno češće upriličavati ceremonije i mnogo se raskošnije ukrašavati.

## Sjeverna Amerika

### SAD
Sjevernokalifornijski domoroci Ishi, pleme Yahija, bili su posljednji domoroci s ozemlja današnjih Sjedinjenih Američkih Država koji su živjeli izvan euroameričke kulture. Otkrivene su 1911. godine.

## Južna Amerika

### Bolivija
Godine 2006. potvrđeno je postojanje pet nekontaktiranih naroda u Boliviji; za još tri skupine vjeruje se da postoje. Zajednice čije je postojanje potvrđeno su: Ayoreo u Nacionalnom parku Kaa-Iya del Gran Chaco, Mbya-Yuqui u rezervatu Yuqui i u Rio Usurinti (većina Yuquija danas je kontaktirana, ostalo je par nekontaktiranih obitelji), Yurakare u Santa Cruzu i Beniju, Pacaguara u rezervatu Chacobo, te skupina Araona u rezervatu Araona i Toromone u Nacionalnom parku Madidi. Postojanje ostalih skupina, poput Nahua u NP Madidiju, nije potvrđeno.
| Ime                    | Broj         | Lokacija                                                         | Komentar |
| ---------------------- | ------------ | ---------------------------------------------------------------- | --- |
| Sinabo/Kapuibo (Nahua) | manje od 200 | između nižeg toka rijeke Beni i nižeg toka rijeke Yate           | - Pano jezik srodan jeziku Chakobo - Neki izvori dovode u pitanje njihovo postojanje.                                      |
| Toromona               | nepoznato    | istočna obala rijeke Manurini, Nacionalni park Madidi            | |
| Yanaigua               | 100–200      | između Rio Grande i gornjeg toka rijeke San Miguel               | - Pano po nekima; vjerojatnije su Tupi–Guarani srodni Yuquima - pretežno lovci-sakupljači - žive u rezervatu šume Guarayos |
| Yuqui                  | 100          | između gornjeg toka rijeke Ichilo i gornjeg toka rijeke Yapacani | - jezik Tupi–Guarani - mala nekontaktirana lovačko-sakupljačka skupina Yuquia - žive u Nacionalnom parku Amboró.           |

### Brazil
18. siječnja 2007. FUNAI je izvjestila da je potvrđeno postojanje 67 nekontaktiranih plemena u Brazilu, više od 40 u 2005. godini. Po tom je izvještaju Brazil prestigao otok Novu Gvineju (podijeljen između Indonezije i Papuanske Nove Gvineje) po broju nekontaktiranih zajednica.
Brazil ima najviše nekontaktiranih zajednica na svijetu. Sedam Terras Indígenas (TI) (rezervata) isključivo namijenjenih izoliranim ljudima su:
- TI Alto Tarauacá u državi Acre – različita plemena (Isolados do Alto Tarauacá)
- TI Hi-MerimaHi-Merimã u državi Amazonas – Himerimã (Isolados do médio Purus)
- TI Massaco u državi Rondônia – Sirionó (Isolados do rio São Simão)
- TI Igarapé Omerê u državi Rondônia – Kanoe do Omerê i Akuntsu
- TI Rio Muqui u državi Rondônia – Isolados das cabeceiras do rio Muqui (navedeni kao Miqueleno-Kujubim u tablici)
- TI Rio Pardo u državama Mato Grosso i Amazonas – Isolados do Rio Pardo (Tupi–Guarani–Kawahibi)
- TI Xinane isolados u državi Acre – neidentificirani

Nekontaktirane zajednice u ostalim TIs su:
- TI Awá u državi Maranhão – Awá.
- TI Nivarura u državi Amazonas, prvi ih kontaktirali misionari Xionity 2010. godine
- TI Avá-Canoeiro u državi Goiás – Avá-Canoeiro.
- TI Arara do Rio Branco u državi Mato Grosso – Isolados da margem esquerda do médio Rio Roosevelt/Rio Branco.
- PI Aripuanã u državi Rondônia – Isolados da margem esquerda do médio Rio Aripuanã, Isolados do Río Pacutinga/Aripuanã, Isolados do Médio Rio Branco do Aripuanã.
- TI Bujiwa u državi Amazonas, otkriveni 1943. godine
- TI Caru u državi Maranhão – Awá (Isolados do igarapé Água Branca).
- TI Inãwébohona (rezervat obuhvaća Araguaiu), te mali dio TI Parque do Araguaia u Tocantinsu) – Avá-Canoeiro (Isolados da Mata do Mamão).
- TI Kampa e Isolados do Rio Envira u državi Acre – Isolados do rio Envira.
- TI Kaxinawa do Rio Humaitá u državi Acre – neidentificirani
- TI Koatinemo u državi Pará – neidentificirani
- TI Menkragnoti u državi Pará – Mengra Mrari.
- TI Raposa Serra do Sol u državi Roraima – neidentificirani, otkriveni 2006. godine, žive blizu Monte Roraima i Monte Caburaí (2 do 4 km od tromeđe Brazil-Venezuela-Gvajana).
- TI Mamoadate u državi Acre – Mashko (Isolados do Alto Iaco).
- TI Jaminaua-Envira – Isolados das cabeceiras do rio Jaminaua. (dio Papavoa)
- TI Riozinho do Alto Envira u državi Acre – Isolados do Riozinho/Envira. (dio Papavoa)
- TI Rio Teá in Amazonas – četiri bande plemena Nadeb(?): Cabeceira dos rios Waranaçu e Gururu, Médio rio Tiquié, Cabeceiras dos rios Curicuriari e Dji and Cabeceiras do rio Teá, još dvije bande na rijekama Eneiuxi (Médio rio Eneiuxi) i Urubaxi (Cabeceira do rio Urubaxi e Bafuanã) te moguće Nedeb (navedeni kao Nadeb u tablici).
- PI Tumucumaque u državi Pará – Akurio.
- TI Uru-Eu-Wau-Wau u državi Rondônia – četiri do šest skupina izoliranih ljudi, uključuje Isolados das cabeceiras do rio Muqui, Isolados do rio Cautário, Cabeceiras do rio Água Branca i Jururei.
- TI Vale do Javari u državi Amazonas – sedam skupina izoliranih ljudi: Cabeceiras de Santana e igarapé Flexeira, Korubo, Isolados do Coari-Río Branco, Isolados do rio Quixito, Isolados do Rio Jandiatuba, Isolados do Rio Jutaí e Isolados dos rios Jaquirana/Amburus.
- TI Waimiri Atroari u državi Amazonas – Formadores do rio Alalaú (Piriutiti) i Formadores do rio Jatapu (Karafawyana or Chamakoto).
- TI Xikrin do Cateté u državi Pará.
- TI Araribóia u državi Mato Grosso – Isolados dos rios Buriticupu e Taruparu.
- TI Cuminapanema – Zo’é.
- TI Tanaru – Samo jedan pojedinac, "Tanaru izolirani Indijanac.", preostali članovi plemena pobijeni su ili su stradali od bolesti[12][13]

| Ime                                                                                 | Broj                               | Lokacija | Komentar |
| ----------------------------------------------------------------------------------- | ---------------------------------- | --- | --- |
| Apiaká                                                                              | više od 100                        | Mato Grosso – između nižeg toka rijeke Juruena i nižeg toka rijeke Teles Pires | - Tupi–Guarani. - izolirana skupina - bili pobijeni poodavno |
| Apurinã                                                                             | više od 50                         | Amazonas – gornji tok rijeke Sepatini | Arawak. |
| Aruá                                                                                | najviše 75                         | Rondônia | - Tupi–Mondé - između rijeka Mequens i Colorado - žive dalje od obala rijeka Rio Branco I.T. i Guaporé B.R. - Rio São Miguel - izvan rezervata - područje poznato bijelcima - česti okršaji                                      |
| Avá-Canoeiro                                                                        | oko 30                             | tri lokacije u državama Goiás, Tocantins i Minas Gerais 1. TI Avá-Canoeiro i planine između rijeka Rio Preto i Rio Bagagem, locirani sjeveroistočno i istočno od umjetnog jezera hidroelektrane Serra da Mesa, na sjeveru države Goiás 2. Mata do Mamão na otoku Bananal, Tocantins 3. Planinska područja blizu rijeka Rio Urucuia i Rio Carinhanha, na sjeverozapadu države Minas Gerais | - Tupi–Guarani. - male skupine brzo pokretljivih nomadskih lovaca-sakupljača - poznati pod nadimkom Cara-Preta (hrvatski: Crno lice) - neprijateljski raspoloženi                                                                |
| Guaja                                                                               | 120 [računani kao poznata skupina] | Maranhão – na zapadu države | - Tupi–Guarani - male skupine lako pokretljivih nomadskih lovaca-sakupljača - imaju svoju I.T., ali se kreću po ozemljima više rezervata                                                                                         |
| Ingarune                                                                            | oko 100                            | Sjeverna Pará – Rio Cuminapanema i Paru de Oeste | - Karib - srodni plemenu Kachuyana - postojanje potvrđeno od strane Poturuyara (nedavno kontaktiranih Tupi–Guaranija) |
| Kanibo (Mayo)                                                                       | 120–150                            | Rio Quixito, Javari Basin, Amazonas | možda Pano - nekoliko bezuspješnih službenih kontakta - poneki kontakti s bijelcima zaposlenim u šumama |
| Kaniwa (Korubo)                                                                     | 300                                | 9 maloca između nižeg toka rijeke Ituí i nižeg toka rijeke Itacuaí, Amazonas | Pano - poneki kontakt - neprijateljski raspoloženi |
| Karafawyana i ostala izolirana plemena naroda Carib                                 | 400–500                            | četiri lokacije u Roraimai i sjevernoj Parái 1. izvor Jatapu 2. Rio Urucurina, pritoka Mapuerae 3. Rio Kafuini, pritoka Trombetasa 4. Gornja Turuna, pritoka Trombetasa | najviše Carib 1. Karib, Parukoto-Charuma podskupine 2. srodni Waiwaima 3. Pojedinci su posjetili Waiwaija bez obzira na razna upozorenja. Tako su Waiwai dobili kovane sjekire. 4. djelomično smješteni u Trombetas-Mapuera I.T. |
| Karitiana                                                                           | 50–100                             | gornji tok Rio Candeias, Rondônia. | Tupi–Arikem, identificirani pomoću male kontaktirane skupine |
| Katawixi                                                                            | 50                                 | gornji tok Rio Muquim, pritoka rijeke Purus, Amazonas | nepoznati jezik, samo je jedna banda locirana |
| Kayapó do Rio Liberdade                                                             | više od 100                        | donji tok Rio Liberdade, sjeverni Mato Grosso | Gé, identificirani pomoću ostalih bandi Kayapó, neprijateljski raspoloženi |
| Kayapó-Pu'ro                                                                        | 100                                | donji tok Rio Curuá, South Pará. | Kayapó, smiješani s Mekragnotima prije 1940., izvan Kayapó I.T. |
| Kayapó-Pituiaro                                                                     | 200                                | Rio Murure, Južna Pará. | Kayapó, skupina protjerana 1950. iz Kayapó I.T. |
| Kayapó-Kararao                                                                      | oko 50                             | donjii Rio Guajara, južna Pará. | Kayapó, skupina smiješana s Kararaoima |
| Kozicky                                                                             | nepoznat                           | Rio Curuça, Amazonas. | Kayapó, mala neprijateljski raspoložena skupina |
| Kulina                                                                              | nepoznat                           | Rio Curuça, pritoka rijeke Javari, Amazonas. | Arawan, male izolirane zajednice velike skupine Kulina |
| Maku (Nadeb)                                                                        | oko 100                            | Uneiuxi i Urubaxi Basins, Amazonas. | nepoznati jezik, poznati skupinama plemena Mako, lovci-sakupljači |
| Mamaindé                                                                            | 50–100                             | gornja Rio Corumbiara, Rondônia. | nepoznati jezik, izolirana skupina Nambikwara, poodavno pobijeni |
| Hi-Merimã                                                                           | 1,500                              | Riozinho, pritoka rijeke Cuniuã, Purus Basin, Amazonas | Arawan(?), njihovo područje proglašeno zaštićenim |
| Mayoruna                                                                            | 200–300                            | 3 lokacije u državi Amazonas: 1. Rio Batã, izvor Javari. 2. Rio Pardo. 3. između rijeke Pardo i srednjeg toka rijeke Javari | Pano, manje izolirane zajednice šire skupine Mayoruna |
| Miqueleno (Cujubi)                                                                  | ?                                  | gornja Rio São Miguel, Rondônia | nepoznati jezik Chapakura, područje napali bijelci, došlo do pokolja domorodaca |
| Nereyana                                                                            | oko 100                            | Rio Panama, gornji tok rijeke Paru do Oeste, sjeverna Pará | Karib, možda srodniji plemenu Kachuyana nego Tiriyo |
| Pacaás Novos - (2) Oromawin podskupina                                              | oko 150                            | Serra dos Pacaás Novos, Rondônia. - (2) izvor Rio Formoso, Rondônia. | nepoznati jezik Chapakura, izolirane bande glavne skupine Pacaás Novos, smješteni u Uru-eu-wau-wau I.T. - (2) susjedna Pacaás Novos I.T.                                                                                         |
| nadskupina Papavo uključuje: 1. Mashco/Harakmbet 2. Culina 3. Amahuaca 4. Yawanahua | više od 400                        | Acre - (1) Rio Breu, gornji tok gornje rijeke Jurua - (2,3,4) između izvora rijeka Envira i Muru, i Igarapé Xinané, pritoka rijeke Purus, teče i u Peruu | puno izoliranih zajednica potječe od četiri velike skupine, neki neprijateljski raspoloženi - (1) nepoznati jezik - (2,3,4)-(2) Arawan, (3,4) Panoan – dvije I.T. namijenjene njima                                              |
| Pariuaia                                                                            | više od 100                        | Rio Bararati, pritoke donje Juruenae, Amazonas | možda Tupi–Kawahib, Tupi–Guarani, otkriveni prije 1930. |
| Piriutiti                                                                           | 100–200                            | Rio Curiau, Amazonas | srodni plemenu Waimiri-Atroari (Karib) |
| Sateré                                                                              | nepoznat                           | Rio Parauari, pritoka rijeke Maués-açu, Amazonas | Tupi, zajednice davno napustile Sateré-Maué |
| Tupi–Kawahib (Piripicura)                                                           | 200–300                            | između rijeka Madeirinha i Roosevelt, sjeverni Mato Grosso | Tupi–Guarani, predio zabranjenog ulaska namijenjen njima |
| Uru-Eu-Wau-Wau                                                                      | 300                                | Serra dos Pakaás-Novas, Rondônia. | Tupi–Guarani, više od 3 nekontaktirane skupine, par neprijateljskih kontakta s tragačima za zlatom i kamperima, svi naseljeni u Uru-eu-wau-wau I.T.                                                                              |
| Wayãpi (Yawãpi)                                                                     | 100–150                            | gornja Ipitinga, između rijeka Jari i Paru do Leste, sjeverna Pará | Tupi–Guarani, skupina koja se prethodno odvojila od južnih Wayãpia |
| Yakarawakta                                                                         | 20–30                              | između rijeka Aripuanã i Juruena, sjeverni Mato Grosso | Tupi–Guarani, možda podskupina Apiaka |
| Yanomami                                                                            | 300                                | Amazonas 1. gornja Marauia 2. između Demini i Catrimani | Yanomami. 1. bez svoje I.T. 2. izolirane zajednice; možda izvan I.T., blizu NP Rio Branco |
| nepoznato ime                                                                       | oko 100                            | između gornje Amapari i gornje Oiapoque, Amapá | nepoznata jezična obitelj; po kazivanju sjevernih Wayãpia, skupina se odvojila od njih, to je jedna od njihovih skupina imena Tapüiy                                                                                             |
| nepoznato ime (Isolados do Jandiatuba)                                              | 300                                | između rijeka gornja Jandiatuba i Itacuaí, Amazonas | možda skupina Katukina |
| nepoznato ime (Isolados do São José)                                                | 300                                | Igarapé São José, pritoka rijeke Itacuaí, Amazonas | pretpostavlja se da nemaju veze s Isolados do Jandiatuba |
| nepoznato ime                                                                       | nepoznat                           | Igarapé Recreio, Cruzeiro do Sul općina, gornja Juruá, Acre | Panoan(?) |
| nepoznato ime (Isolados do Igarapé Tueré)                                           | nepoznat                           | Igarapé Tueré, pritoka rijeke Itacaiúnas, Pará | Tupi(?) |
| nepoznato ime (Isolados do Arama e Inaui)                                           | oko 100                            | jug Rio Inauini, Purus Basin, Amazonas | |
| nepoznato ime (Isolados do Igarapé Umari)                                           | nepoznat                           | Igarapé Umari, pritoka rijeke Ituxi, Amazonas | |
| nepoznato ime (Isolados da Serra do Taquaral)                                       | nepoznat                           | Serra do Taquaral, izvor Rio Branco, Rondônia. | |

16 nekontaktiranih plemena/naroda živi u saveznoj državi Amazonas, 7 u Rondôniai, 8 u Parái, 2 u Acreu, 3 u Mato Grossou, te jedna u državama Amapá, Maranhão, Roraima, Tocantins, Goiás i Minas Gerais. Možda su neki iselili preko državnih granica.

### Kolumbija
Zbog paravojnih sukoba, Kolumbija ne mari puno za nekontaktirane zajednice. Carabayo-Aroje su jedna skupina koja živi u Parque Nacional del Rio Pure. Nije poznato kako su Yari preživjeli. Nukaak Maku su kontaktirani 2003. godine i 65% ih je pomrlo zbog zaraze. Dvije do tri skupine Nukaka i danas žive.
| Ime                                   | Broj     | Lokacija                                                   | Komentar |
| ------------------------------------- | -------- | ---------------------------------------------------------- | --- |
| Carabayo                              | 150      | Amazonas – izvor rijeke Purué, sjeverno od rijeke Putumayo | - Carabayo jezik, možda Yuri - blizu brazilske granice - neprijateljski raspoloženi - broj 2012. procijenjen na 300-500 (uključujući dva plemena u NP Rio Puré: Juruna and Passé) |
| Guaviare Macusa (sada Nukaak)         | 300      | Guainia – između rijeka Guaviare i Inírida                 | - Nukak jezik je neklasificiran - može pripadati jezičnoj obitelji Nadahup - male brzo pokretljive nomadske skupine lovaca-sakupljača - danas ih je oko 50 ostalo nekontaktirano  |
| nepoznato ime (Isolados dos Rio Yari) | nepoznat | Caqueta – gornji Rio Yari                                  | - Karib ili nepoznati jezik - Karijona ili Witoto podskupina - žive u NP Chiribiquete                                                                                             |

### Ekvador
Nije poznato je li ijedan Tagaeri preživio do danas Nacionalnom parku Yasuni. 1990-ih je jedan Tagaeri kontaktiran od usamljenog lovca Huaorani, te mu rekao da su miroljubivi Tagaeri u opasnosti od neprijateljski raspoloženog plemena Taromenane. Tagaeri je također govorio o skupini Oñamenane koju čini pet ili šest ljudi, i još jednom plemenu imena Huiñatare. Godine 2003. oko 30 članova plemena Taromenane pobijeno je od Huaoranija u osveti za ubijenog lovca. U istoj godini 14 Tagaerija ubili su kamperi. U travnju 2006. jedan je kamper ubijen. U jednom mjesecu oko 30 Taromenanea i 10 kampera ubijeno je u sukobima, prema riječima Iki Ima Omene, vođe Huaoranija. U siječnju 2007. ekvadorski je predsjednik proglasio južni dio Yasunija zaštićenom zonom. (7,580 km2), u cilju zaštićivanja domorodaca. Istodobno je CONAIE je izvjestio da je 150–300 Taromenanea (podijeljenih u dva podplemena) i 20–30 Tagaerija nekontaktirano preživjelo ovdje. Oñamenane i Huiñatare su izumrli. 
| Ime      | Broj    | Lokacija                                      | Komentar |
| -------- | ------- | --------------------------------------------- | --- |
| Huaorani | 100–200 | Oriente – između gornje Napo i gornje Curaray | - nepoznati jezik - neprijateljski raspoloženi prema Waoranima, ugroženi zbog potrage za naftom na njihovom staništu |

### Frencuska Gvajana
| Ime    | Broj | Lokacija                            | Komentar |
| ------ | ---- | ----------------------------------- | --- |
| Wayãpi | 100  | između Eureupoucine i gornje Camopi | - Tupi–Guarani. - skupina se odvojila od Wayãpia gornjeg Oyapocka oko 1900. godine - odbijaju bilo kakav kontakt |

### Gvajana
| Ime           | Broj    | Lokacija                                              | Komentar                                                          |
| ------------- | ------- | ----------------------------------------------------- | ----------------------------------------------------------------- |
| Wapishana     | 100     | između izvora rijeka Essequibo i Tacutu; Serra Acarai | - Arawak. - izolirani dio Wapishana - odbijaju bilo kakav kontakt |
| nepoznato ime | oko 100 | između gornje Courantyne i New River                  | - Karib. - možda srodni plemenu Tiriyo                            |

### Paragvaj
Možda oko 300 članova plemena Totobiegosode nije kontaktirano; etničko podrijetlo vode od Ayoreoa, kojih ima oko 2 000. Misija New Tribes otkrila ih je 1990-ih. 1979. i 1986., misionari New Tribes optuženi su za za pomaganje u prisilnom kontaktiranju nomadskih Ayoreo Indijanaca, čiji su neuspješni pokušaji ostajanja u šumi doveli do nekoliko smrti. Neki su umrli ubrzo nakon što su dovedeni iz šume. Incident je prisilio neke Ayoreo pobjeći u Boliviju. Trenutno glavna prijetnja tim narodima su farmeri, koji su protuzakonito nasrnuli na njihovu zemlju. Godine 2004. skupina od 17 Ayoreo Totobiegosode dragovoljno je kontaktirana i odlučila se skrasiti (pet muškaraca, sedam žena i petero djece, u skladu sa Survival International). Nije poznato je li bilo više izoliranih Ayoreoa lijevo u džungli. U prvom tjednu rujna 2007. još jedna nekontaktirana banda Ayoreo-Totobiegosode uočena je od strane drvosječa u Zapadnom Chacou. Ayoreo su posljednji nekontaktirani Indijanci južno od Amazone. 2008. godine, paragvajski zakon spriječio je brazilsku kompaniju da očisti Totobiegosode kako bi napravila pašnjake za stoku, iako se šuma i dalje ilegalno uništava.

### Peru
Danas u peruanskom dijelu amazonske prašume postoji pet rezervata namijenjenih domorocima. Život im zagorčavaju nezakoniti kamperi i farmeri i naftne kompanije koje su zakonito došle u posjed njihove zemlje.
Nakon Brazila (67 potvrđeno nekontaktiranih skupina) i Nove Gvineje (Papuanska Nova Gvineja i Iriyan Jaya), Peru ima najviše nekontaktiranih zajednica na svijetu (15). Godine 2006. potvrđeno je postojanje sljedećih skupina.
1. Komunalni rezervat Amarakaeri: skupine su Yora i ostala neidentificirana plemena Panoan
2. Zona Reservada Biabo Cordillera Azul: Cacatibo.
3. Parque Nacional del Manu: Mashco-Piro, nekontaktirane bande Matsiguenga, plemena obitelji Yura i neidentificirana plemena
4. Reserva Communal Asháninka, Reserva Communal Matsiguenga i Parque Nacional Otishi: nekontaktirane bande Ashaninka
5. Parque Nacional Alto Purús and Reserva Communal Purús: Yaminahua, Chitonahua, Curajeño i Mashco-Piro-Iñapari.
6. Reserva Territorial del Estado: Kungapakori, Nahua, Matsiguenga, Nanti, Krineri i ostala neidentificirana plemena
7. Reserva Territorial del Murunahua y Chitonahua: Murunahua, Chitonahua.
8. Reserva Territorial del Isconahua: Isconahua.
9. Reserva Territorial del Mashco-Piro: razna plemena Mashco-Piro poput Mascho-Piro-Iñapari.
10. Reservas territoriales del Cacataibo: Cacataibo.

| Ime         | Broj | Lokacija | Komentar                                                                  |
| ----------- | ---- | -------- | ------------------------------------------------------------------------- |
| Morunahua   | 150  |          | Ova skupina je možda srodna skupini u Brazilu poznatoj pod imenom Papavo. |
| Parquenahua | 200  |          | Pano, žive u Nacionalnom parku Manu                                       |
| Pisabo      | 200  |          | Pano.                                                                     |

### Surinam
| Ime    | Broj | Lokacija                                                             | Komentar                                                                          |
| ------ | ---- | -------------------------------------------------------------------- | --------------------------------------------------------------------------------- |
| Akulio | 50   | razvođe između Surinama i Brazila, između izvora rijeka Itani i Jari | - Karib. - posljednji nekontaktirani ogranak Akulio - odbijaju bilo kakav kontakt |